# Christof Mannschreck
Christof Mannschreck (* 3. September 1966 in Ravensburg) ist ein deutscher Drehbuchautor, Liedtexter und Redakteur.

## Leben
Mannschreck promovierte 1995 an der Ludwig-Maximilians-Universität in München in den Fächern Kommunikationswissenschaft, Betriebswirtschaftslehre und Markt- und Werbepsychologie.
Als Redakteur des ZDF betreute er die Produktionen „Comedy für Unicef“ mit Dirk Bach und Thomas Ohrner, "100 Jahre FC Bayern" und die Improvisations-Comedy Blind Date (Filmreihe) mit Anke Engelke und Olli Dittrich, die 2003 mit dem Adolf-Grimme-Preis ausgezeichnet wurde.
Mannschreck ist als einer der Hauptautoren für Fernsehshows von Thomas Gottschalk, Johannes B. Kerner, Barbara Schöneberger, Helene Fischer, Kai Pflaume, Markus Lanz, Carmen Nebel, Hape Kerkeling und Michelle Hunziker tätig. Darüber hinaus verfasste er Liedtexte für Ingrid Peters.

## Fernsehsendungen (Auswahl)

### Drehbücher
- Wetten, dass..?
- 25 Jahre Wetten, dass..?[5]
- Wetten, dass..? Neuauflage 2021, 2022
- Bambi, ARD
- Goldene Kamera seit 2008, 2010[6]
- Deutscher Filmpreis 2009[7], 2010[8]
- Ein Herz für Kinder seit 2006[9]
- Deutscher Fernsehpreis seit 2008
- Jahresrückblick „Menschen“ seit 2000
- "Die Cleversten" mit Thomas Gottschalk
- Quiz "Das will ich wissen" mit Markus Lanz, 2009
- Sportler des Jahres
- Unsere Besten ab 2003[10]
- Quiz Wie schlau ist Deutschland? ab 2007[11]
- Willkommen bei Carmen Nebel[12]
- Tigerentenclub
- Versteckte Kamera
- Clever! Die Show die Wissen schafft, SAT.1
- Die FIFA WM Ticket Show
- Gottschalks Hausparty
- Prix Jeunesse International seit 1996
- Wir wollen helfen – ein Herz für Kinder 2004 (Tsunami-Opfer) mit über 38 Mio. Euro Spenden[13]
- Wir wollen helfen – ein Herz für Kinder 2010 (Haiti-Opfer) mit 19,78 Mio. Euro Spenden[14]
- Berlinale 2006[15]
- Corine (Literaturpreis) 2009 mit Katrin Bauerfeind[16]
- Bayerischer Fernsehpreis 2005, 2009, 2018
- Krimi „Ein mörderisches Spiel“
- Michael Jackson & Friends
- Helene Fischer – Ihre neuen Songs, 2017
- Die Helene Fischer Show, ARD, ORF, SRF, seit 2015[17]
- Klein gegen Groß – Das unglaubliche Duell, ARD, ORF, SRF mit Kai Pflaume, 2020, 2021, 2022, 2023, 2024[18]
- LOL: Last One Laughing, Amazon Prime Video mit Michael Herbig, Anke Engelke, Barbara Schöneberger, Kurt Krömer, Carolin Kebekus, Tedros Teclebrhan uvm., 2021
- 50 Jahre Dalli Dalli – die große Jubiläumsshow, ZDF, ORF, mit Johannes B. Kerner, 2021
- Denn sie wissen nicht, was passiert, RTL, seit 2018, 2020 ausgezeichnet mit dem Deutschen Fernsehpreis, Kategorie Beste Moderation Unterhaltung[19]

Für die Emmy nominierte ZDF-Dokumentation „Die harte Schule der 50er Jahre“ schrieb Mannschreck die Sendungs-Texte.